# Œdème papillaire
 Mise en garde médicale
L'œdème papillaire est la manifestation clinique du gonflement de la papille optique ou disque optique.
Ce gonflement du disque optique est provoqué par une des causes possibles suivantes :
- l'augmentation de la pression intracrânienne,
- une insuffisance respiratoire,
- le syndrome de Guillain-Barré (maladie auto-immune inflammatoire du système nerveux périphérique),
- une malformation d'Arnold-Chiari (malformation rare congénitale du cervelet).

En cas d'œdème de disque, il y a du gonflement de l'axone dans le nerf optique.
Le gonflement est généralement bilatéral et peut se produire pour une durée variable de quelques heures à plusieurs semaines.
L'atrophie optique est décrite comme consécutive ou secondaire quand elle suit l’œdème papillaire.
Il peut être asymptomatique dans les premiers stades. Cependant il peut progresser vers l'obscurcissement visuel et la perte de vision.
L'analyse médicale des yeux permet de constater une hypertension intracrânienne. Des céphalées peuvent accompagner ces troubles. L'ophtalmoscope est un appareil qui est utilisé pour éclairer les milieux internes de l'œil. 
Le traitement dépend de la cause. Peuvent être prodigués des traitements à base de glucocorticoïdes (corticostéroïdes qui ont une action sur le métabolisme protidique) ainsi que l'acétazolamide (inhibiteur de l'anhydrase carbonique aussi utilisé pour traiter le glaucome).